# Hälltjärnen (Rogsta socken, Hälsingland)
Hälltjärnen är en sjö i Hudiksvalls kommun i Hälsingland och ingår i Harmångersån-Delångersåns kustområde.